# Rott (Extertal)

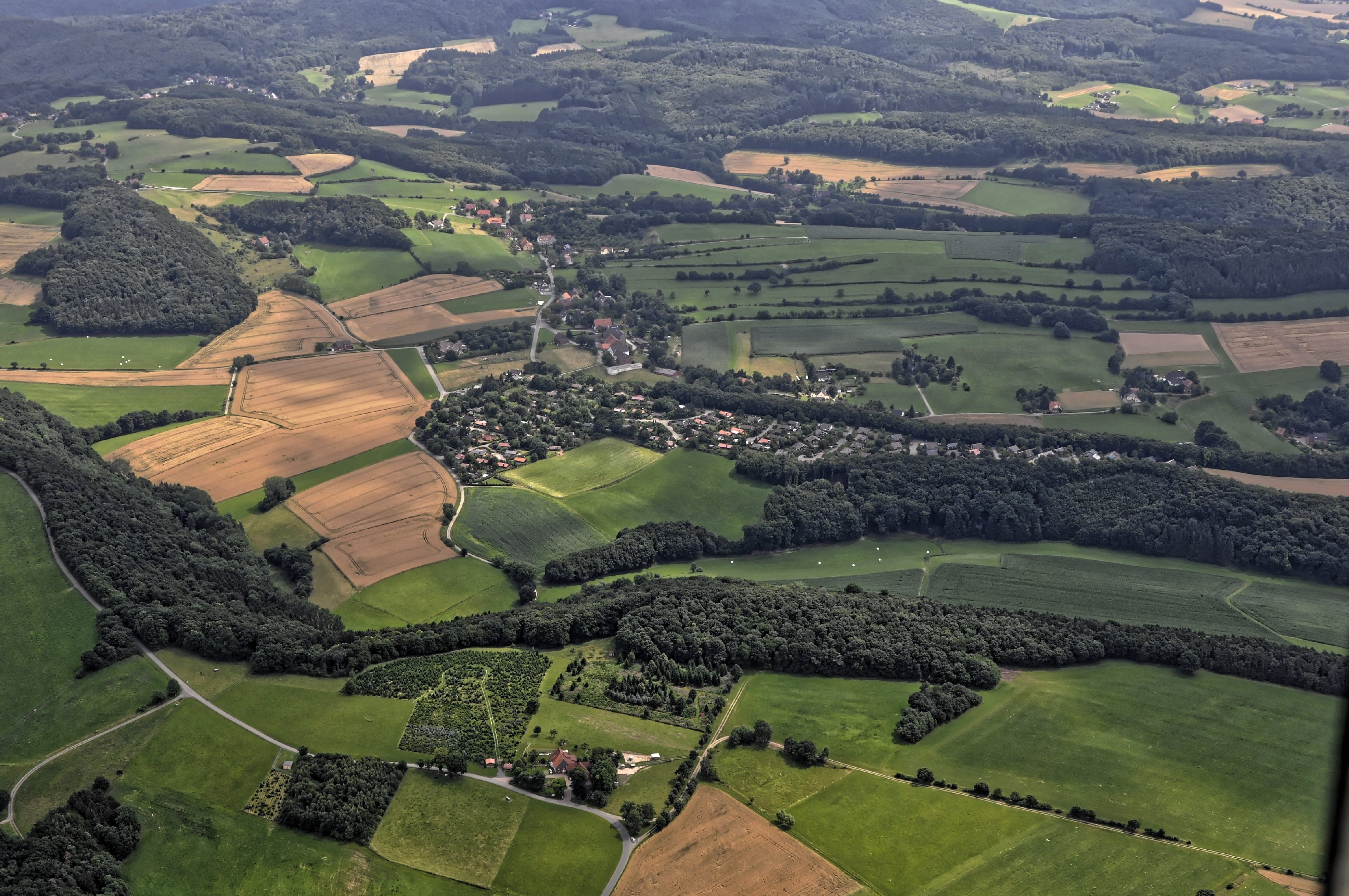
Blick aus der Luft

Rott ist eine Streusiedlung in Ostwestfalen-Lippe mit 318 Einwohnern (Stand 31. Dezember 2023). Sie ist ein Ortsteil der Gemeinde Extertal im Kreis Lippe in Nordrhein-Westfalen. Zum Ortsteil Rott gehört auch der Ferienpark Extertal mit ca. 180 Ferienhäusern.

## Lage und Beschreibung
Der Ort liegt im Nordwesten der 1969 durch das Lemgo-Gesetz neu gegründeten Gemeinde Extertal im südlichen Weserbergland orografisch links, d. h. südlich der Weser und war bis dahin eine eigenständige Gemeinde. Er liegt auf einer Höhe zwischen etwa 200–240 Metern über Normalnull. Westlich des Ortes beim benachbarten Ortsteil Bremke befindet sich der Flusslauf der Exter.
Bösingfeld, der Hauptort der Gemeinde, befindet sich ca. 7 Kilometer südlich, Rinteln 7 Kilometer nördlich, Hameln 16 Kilometer östlich und Lemgo 19 Kilometer südwestlich.

## Geschichte
Rott wird erstmals 1465 als Rode schriftlich erwähnt.
Folgende Schreibweisen sind im Laufe der Jahrhunderte ebenfalls belegt: Roden (1470/71, im Möllenbecker Güterverzeichnis), Rade (1483 und 1507), Rode (1562 und 1618, im Landschatzregister) sowie Rott (ab 1758).
Der zeitweise wüstgefallene Ort ist vor 1507 wieder besiedelt worden.

### 20. Jahrhundert
Am 1. Januar 1969 wurde die bis dahin selbständige Gemeinde Rott in die neue Gemeinde Extertal eingegliedert.

### Einwohnerentwicklung
| Jahr      | 1860 | 1939 | 1962 | 2016 |
| Einwohner | 250  | 402  | 435  | 337  |
| --------- | ---- | ---- | ---- | ---- |

## Infrastruktur
Westlich der Ortslage bei Bremke verläuft die Extertalstraße, die Landesstraße NRW 758, die bei der Landesgrenze zwischen Nordrhein-Westfalen und Niedersachsen zwischen Silixen und Krankenhagen in die Landesstraße L 435 (Niedersachsen) übergeht und eine Verbindung zwischen den Städten Barntrup und Rinteln durch das Extertal herstellt. Fast parallel zur Straße verläuft auch die heute nur noch touristisch genutzte Extertalbahn. Bei Bremke befand sich eine Bahnstation an dieser Eisenbahnstrecke.
Auch wenn die Ortschaft Rott noch ländlich geprägt ist, so spielen heute die Land- und Forstwirtschaft kaum noch eine nennenswerte Rolle. Der Tourismus hat aber inzwischen eine gewisse wirtschaftliche Rolle übernommen. So befindet sich unmittelbar nördlich der ursprünglichen Ortschaft ein Ferienpark mit etwa 100 Ferienhäusern.
Im Ort gibt es keine Sehenswürdigkeiten. Wenige Kilometer südlich auf dem „Rintelschen Hagen“ befinden sich Reste der Wallanlagen der Uffoburg, einer frühmittelalterlichen Burganlage.